# Xã Morse, Quận Itasca, Minnesota
Xã Morse (tiếng Anh: Morse Township) là một xã thuộc quận Itasca, tiểu bang Minnesota, Hoa Kỳ. Năm 2010, dân số của xã này là 615 người.